# 김수연 (KBS 기자)
김수연 은 대한민국의 KBS 보도본부 기자이다. 